# Willibecher

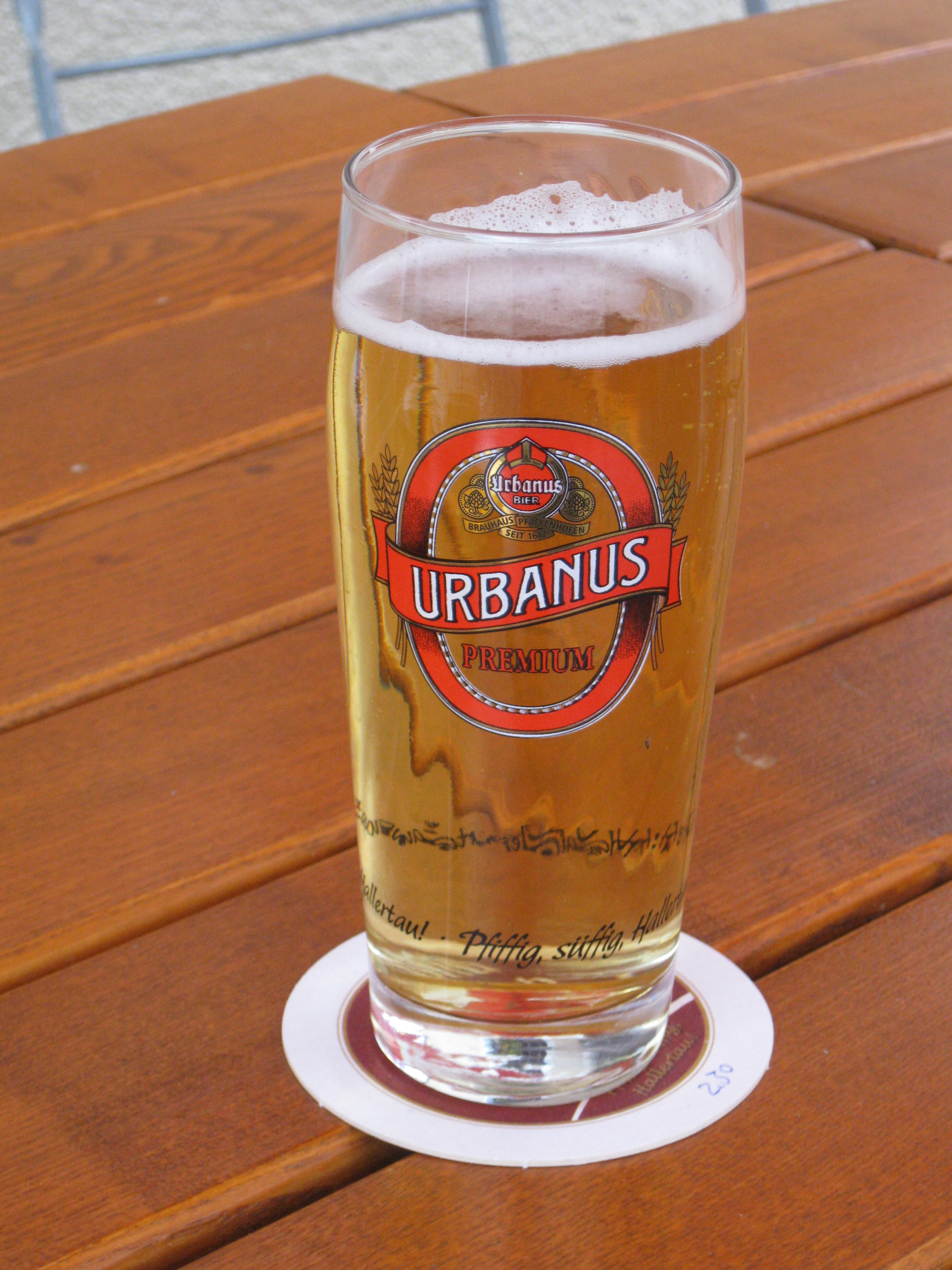
Willibecher

Ein Willibecher ist seit 1954 ein deutsches Standardglas. Er ist bei rund 80 % der Höhe etwas breiter als am Boden und am Rand.
Er wurde von vielen Brauereien in der Bundesrepublik Deutschland als Standard-Bierglas übernommen und ist das bis heute meistproduzierte Bierglas.
Der Willibecher wird in den Größen 0,2 l, 0,25 l, 0,3 l, 0,4 l und 0,5 l hergestellt.